# Бенефицијум
Бенефицијум (лат. beneficium) је награда плодоуживања која се у средњем веку додељивала за верну службу. У свом коначном облику, бенефицијум је називан феудом.

## Бенефицијум
У вековима у којима је настао феудализам, земља је била највреднија имовина. Новац у средњем веку није имао великог значаја. Земља је била подељена на велики број баштина којима је управљао мали број баштиника. Баштиник није сам могао обрађивати толику земљу већ је морао узимати у најам раднике којима је исплаћивао наднице. Међутим, недостатак кованог новца у средњем веку онемогућио је примену најамног рада. Човек који није имао земље одлазио би баштинику и од њега добијао једну деоницу под условом накнаде, дажбине или кулука. Зактев радника представљао је акт који се називао „прекарија“, а уговор који је склапан називан је „прекаријум“.
Бенефицијум, као уступање права плодоуживања ради награде за службу, постоји несумњиво од меровиншке епохе. Давање плодоуживања може се проширити и на друга лица сем службеника. Оно се може проширити на вазале. Ти вазали били су оружани коњаници који су у каролиншкој епоси сами себи набављали скупу опрему и самим тим били ретки. Из комбинације ове две установе (бенефицијум и вазалство) проистекао је феуд. Феуд је бенефицијум који се додељивао вазалу. Феуд је германска реч која одговара латинском бенефицијуму. 